# Berkley (Iowa)
Berkley es una ciudad situada en el condado de Boone, en el estado de Iowa, Estados Unidos. Según el censo de 2000 tenía una población de 24 habitantes.

## Geografía
Según la Oficina del Censo de los Estados Unidos, la localidad tiene un área total de 0,54 km², la totalidad de los cuales corresponden a tierra firme.

## Demografía
Según el censo de 2000, había 24 personas, 11 hogares y 8 familias residiendo en la localidad. La densidad de población era de 44,25 hab./km². Había 11 viviendas con una densidad media de 20,2 viviendas/km². El 100,00% de los habitantes eran blancos.
Según el censo, de los 11 hogares, en el 9,1% había menores de 18 años, el 54,5% pertenecía a parejas casadas, el 27,3% tenía a una mujer como cabeza de familia, y el 18,2% no eran familias. El 18,2% de los hogares estaba compuesto por un único individuo, y el 18,2% pertenecía a alguien mayor de 65 años viviendo solo. El tamaño promedio de los hogares era de 2,18 personas, y el de las familias de 2,33.
La población estaba distribuida en un 8,3% de habitantes menores de 18 años, un 8,3% entre 18 y 24 años, un 16,7% de 25 a 44, un 20,8% de 45 a 64, y un 45,8% de 65 años o mayores. La media de edad era 60 años. Por cada 100 mujeres había 71,4 hombres. Por cada 100 mujeres de 18 años o más, había 69,2 hombres.
Los ingresos medios por hogar en la localidad eran de 30.000 dólares ($), y los ingresos medios por familia eran 31.250 $. Los hombres tenían unos ingresos medios de 43.750 $ frente a los 14.375 $ para las mujeres. La renta per cápita para la ciudad era de 15.822 $. El 11,1% de la población estaba por debajo del umbral de pobreza. El 21,4% de los habitantes de 65 años o más vivían por debajo del umbral de pobreza.